# Parastrachiidae
Parastrachiidae — родина клопів (Hemiptera). Раніше належали до родини Cydnidae та піднесенао до рангу родини у 2002 році.

## Поширення
Рід Parastrachia поширений у Східній та Південно-Східній Азії, а представники роду Dismegistus — в Африці.

## Роди
Включає 8 видів у двох родах:
- Dismegistus Amyot & Serville, 1843
- Parastrachia Distant, 1883